# マックス・ベレーク
マックス・ベレーク（Max Berek、1886年8月16日 - 1949年10月15日）は、ドイツの精密機械エンジニアである。ヴェッツラーの光学機器会社エルンスト・ライツ（現ライカ）のカメラ、ライカのレンズ開発で知られている。

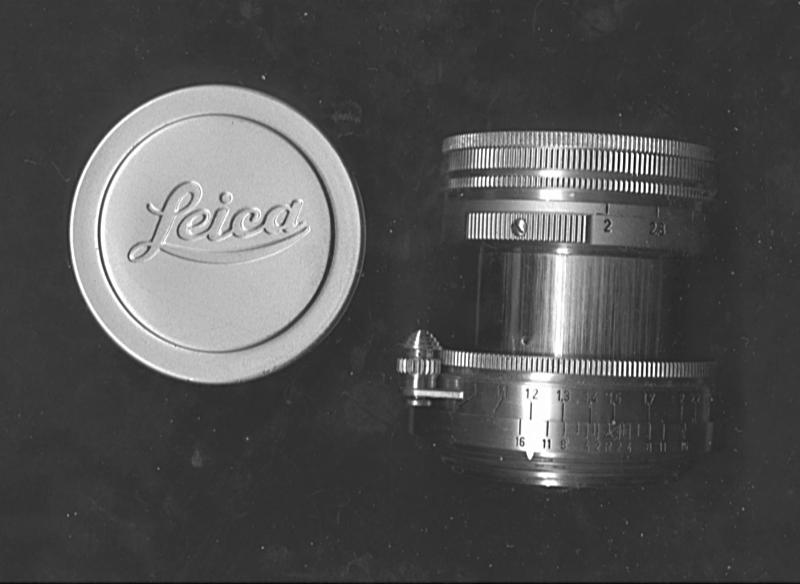
ズミタール50mmF2

## 生涯
ラティボル（現在のポーランド・ラチブシュ）出身。ベルリンの鉱物学研究所で学んだ後、1912年にライツに入社した。鉱物学の領域の画期的な研究で認められ、37歳で学位を取得した。
ライツでは、最初特殊な顕微鏡とその光学系の開発に従事した。オスカー・バルナックが1920年代初めに24x36mm（ライカ）判カメラのプロトタイプを造った際、カール・ツァイスのテッサーからヒントを得たレンズの設計を行った。彼は最初テッサーの構造と異なる5枚レンズのアナスチグマートである、エルマックス（Elmax ）50mmF3.5を設計した。彼はその後エルマー50mmF3.5、ズマール50mmF2（1933年）、ヘクトール135mmF4.5（1933年）、ズミタール50mmF2（1939年）も設計している。
ベレークと彼の設計事務所がライカレンズのシリーズ全体の開発に最終的に責任を持っていた。ライカは小型カメラの開拓者になり、そしてまだ今日でもその基準でありつづけている。
またマールブルク大学の教授として講座を持った。彼は1949年10月15日にフライブルク（ブランデンブルク）で死んだ。